# Thống chế Pháp
Thống chế Pháp, đôi khi còn được gọi là Nguyên soái Pháp (tiếng Pháp: Maréchal de France) là quân hàm cao nhất của quân đội Pháp, nó tương đương với quân hàm Đô đốc Pháp (Amiral de France) trong hải quân. Tính cho đến nay nước Pháp đã có 329 người được phong quân hàm này, người đầu tiên là Albéric Clément (phong năm 1190) còn người gần đây nhất là Marie Pierre Kœnig (truy phong năm 1984).

## Lịch sử
Quân hàm Thống chế Pháp được đặt ra lần đầu tiên vào năm 1190 dưới thời vua Philippe Auguste để phong cho Albéric Clément. Trong các thế kỉ sau đó, đây là một trong những quân hàm cao nhất của quân đội nhà vua, chỉ dưới hàm connétable (Nguyên soái). Sau khi Hồng y Richelieu bãi bỏ hàm connétable năm 1624, quân hàm Thống chế trở thành cấp bậc cao nhất của quân đội mặc dù đôi khi các vị vua nước Pháp còn đặt ra thêm quân hàm Đại Thống chế các chiến dịch và quân đội của nhà vua (Maréchal général des camps et armées du roi) được coi là cao hơn hàm Thống chế. Tính cho đến năm 1791 đã có tổng cộng 257 người được phong hàm Thống chế Pháp.
Sau khi Cách mạng Pháp nổ ra năm 1789, quân hàm Thống chế bị bãi bỏ theo Quốc ước ngày 21 tháng 2 năm 1793. Vào ngày 18 tháng 5 năm 1804, sau khi lập nên Đệ nhất Đế chế Pháp, Hoàng đế Napoléon Bonaparte cho thành lập một quân hàm tương đương được đặt ra là Thống chế Đế chế hay Nguyên soái Đế chế (Maréchal d'Empire). Tổng cộng, trong suốt triều đại của ông, Napoléon đã phong 26 Thống chế, trong số đó có 18 vị vào năm 1805 và các vị còn lại trong khoảng 1807 - 1812. Quân hàm này được đổi tên lại thành Thống chế Pháp sau khi Hoàng gia Bourbon lấy lại quyền lực năm 1814. Sau thời kì gần như không được sử dụng dưới thời Đệ Tam Cộng hòa, quân hàm thống chế Pháp lại được phong trong cuộc Thế chiến thứ nhất. Đó là các Thống chế Joseph Joffre, Philippe Pétain và Ferdinand Foch - được nước Pháp tôn vinh làm anh hùng dân tộc nhờ đóng góp to lớn cho chiến thắng của quân Đồng Minh trước Đế chế Đức trong cuộc Chiến tranh thế giới này. Hai người cuối cùng cho đến nay được phong quân hàm này là Alphonse Juin và Marie Pierre Kœnig (đều phong năm 1984).
Hiện nay Thống chế Pháp (và Đô đốc Pháp) được coi là một chức vụ của Nhà nước và một danh hiệu chứ không phải một cấp bậc trong quân đội. Nó được tượng trưng bằng 7 sao so với 5 sao của chức vụ cao nhất trong quân đội là Đại tướng (Général d'armée). Một biểu tượng khác của Thống chế Pháp là chiếc gậy thống chế phủ lụa xanh có điểm các ngôi sao, trên cây gậy có dòng chữ:
| “ | Terror belli, decus pacis - Nỗi khiếp sợ trong chiến tranh, nét trang hoàng trong thời bình | ” |

Điểm đặc biệt của quân hàm Thống chế Pháp là nó được quyết định thông qua một đạo luật (loi) được biểu quyết tại quốc hội như mọi đạo luật thông thường khác, đây là một trong số rất ít luật dùng cho cá nhân (loi personnelle). Chính vì lý do này mà Philippe Pétain, được phong hàm năm 1918, vẫn là Thống chế Pháp đến khi qua đời năm 1951 mặc dù mọi chức vụ và quyền miễn truy tố của ông này đã bị tòa án tước bỏ sau năm 1945, chỉ riêng quân hàm Thống chế của Pétain là được giữ nguyên vì tòa án cũng không thể đi ngược lại luật, trừ trường hợp (rất khó xảy ra) là quốc hội ra một luật mới phủ quyết luật cũ.

## Danh sách cụ thể

### Thời quân chủ
| Vua                                    | Số lượng | Chi tiết |
| Philippe II Auguste (1180 - 1223)      | 6        | - 1190, Albéric Clément, Thống chế Pháp đầu tiên - 1192, Guillaume de Bournel - 1202, Nivelon d'Arras - 1204, Henri I Clément - 1214, Jean III Clément - 1220, Guillaume de La Tournelle |
| Thánh Louis (1226 - 1270)              | 8        | - 1240, Ferry Pasté - 1250, Jean Guillaume de Beaumont - 1257, Gauthier III de Nemours - 1262, Henri II Clément - 1265, Héric de Beaujeu - 1265, Renaud de Précigny - 1270, Raoul II Sores - 1270, Lancelot de Saint-Maard |
| Philippe III Gan dạ (1270 - 1285)      | 4        | - 1272, Ferry de Verneuil - 1283, Guillaume V du Bec Crespin - 1283, Jean II d'Harcourt - 1285, Raoul V Le Flamenc |
| Philippe IV le Bel (1285 - 1314)       | 6        | - 1288, Jean de Varennes - 1290, Simon de Melun - 1292, Guy I de Clermont de Nesle - 1302, Foulques du Merle - 1302, Miles X de Noyers - 1308, Jean de Corbeil |
| Louis X le Hutin (1314 - 1316)         | 1        | - 1315, Jean IV de Beaumont |
| Philippe V le Long (1316 - 1322)       | 3        | - 1318, Mathieu de Trie - 1318, Jean II des Barres - 1322, Bernard VI de Moreuil |
| Charles IV le Bel (1322 - 1328)        | 1        | - 1325, Robert VIII Bertrand de Bricquebec |
| Philippe VI de Valois (1328 - 1350)    | 5        | - 1339, Anseau de Joinville - 1344, Charles de Montmorency - 1344, Robert de Waurin - 1345, Guy II de Nesle - 1347, Édouard de Beaujeu |
| Jean II le Bon (1350 - 1364)           | 4        | - 1351, Arnoul d'Audrehem - 1352, Rogues de Hangest - 1352, Jean de Clermont - 1356, Jean I Le Meingre |
| Charles V Hiền triết (1364 - 1380)     | 2        | - 1368, Jean IV de Mauquenchy - 1369, Louis de Sancerre |
| Charles VI, le Bien-Aimé (1380 - 1422) | 9        | - 1391, Jean II Le Meingre - 1397, Jean II de Rieux - 1417, Pierre de Rieux - 1418, Claude de Beauvoir - 1418, Jean de Villiers de L'Isle-Adam - 1418, Jacques de Montberon - 1421, Gilbert Motier de La Fayette - 1422, Antoine de Vergy - 1422, Jean de La Baume |
| Charles VII (1422 - 1461)              | 6        | - 1421, Gilbert III Motier de la Fayette - 1424, Amaury de Séverac - 1426, Jean de Brosse - 1429, Gilles de Laval-Montmorency - 1439, André de Lohéac - 1441, Philippe de Culant - 1454, Jean Poton de Xaintrailles |
| Louis XI (1461 - 1483)                 | 4        | - 1461, Joachim Rouhault de Gamaches - 1461, Jean de Lescun - 1464, Wolfart VI Van Borselleen - 1476, Pierre de Rohan de Gié |
| Charles VIII (1483 - 1498)             | 2        | - 1486, Philippe de Crèvecœur d'Esquerdes - 1486, Jean de Baudricourt |
| Louis XII (1498 - 1515)                | 4        | - 1499, Jacques de Trivulce - 1506, Charles II d'Amboise de Chaumont - 1511, Odet de Foix de Lautrec - 1514, Robert Stuart d'Aubigny |
| François I (1515 - 1544)               | 11       | - 1515, Jacques II de Chabannes - 1516, Gaspard I de Coligny - 1518, Thomas de Foix-Lescun - 1522, Anne I de Montmorency, được thăng lên hàm nguyên soái (connétable) năm 1538 - 1526, Théodor Trivulce - 1526, Robert III de La Marck de Bouillon - 1538, Claude d'Annebaut - 1538, René de Montjean - 1542, Oudard du Biez - 1544, Antoine de Lettes-Desprez de Montpezat - 1544, Jean Caracciolo |
| Henri II (1547 - 1559)                 | 5        | - 1547, Jacques d'Albon de Saint-André - 1547, Robert IV de La Marck - 1550, Charles I de Cossé - 1554, Pierre Strozzi - 1558, Paul de La Barthe de Thermes |
| François II (1559)                     | 1        | - 1559, François de Montmorency |
| Charles IX (1560 - 1574)               | 7        | - 1562, François de Scépeaux - 1564, Imbert de La Platière - 1566, Henri I de Montmorency - 1567, Artus de Cossé-Brissac - 1570, Gaspard de Saulx - 1571, Honorat II de Savoye - 1573, Albert de Gondi |
| Henri III (1574 - 1589)                | 7        | - 1574, Roger I de Saint Larry - 1574, Blaise de Montluc - 1574, Louis Prévost de Sansac - 1577, Armant de Gontaut - 1579, Jacques II de Goyon de Matignon - 1579, Jean VI d'Aumont - 1582, Guillaume de Joyeuse |
| Henri IV (1592 - 1602)                 | 11       | - 1592, Henri de la Tour d'Auvergne - 1594, Charles de Gontaut-Biron - 1594, Claude de La Chatre de La Maisonfort - 1594, Charles II de Cossé - 1594, Jean de Montluc de Balagny - 1595, Jean de Beaumanoir - 1595, Henri de Joyeuse - 1595, Urbain de Montmorency-Laval - 1597, Alphonse d'Ornano - 1597, Guillaume de Hautemer de Grancey - 1608, François de Bonne de Lesdiguières |
| Louis XIII (1613 - 1643)               | 32       | - 1613, Concino Concini - 1614, Gilles de Courtenvaux de Souvré - 1614, Antoine de Roquelaure - 1614, Louis de La Chatre de Maisonfort - 1616, Pons de Lauzières-Thémines-Cardaillac - 1616, François de La Grange d'Arquien - 1617, Nicolas de L'Hospital - 1619, Charles de Choiseul-Praslin - 1619, Jean François de La Guiche - 1620, Honoré d'Albert d'Ailly - 1620, François d'Esparbes de Lussan d'Aubeterre - 1621, Charles II de Créquy - 1621, Jacques de Caumont - 1622, François de Bassompierre - 1622, Gaspard III de Coligny - 1625, Henri de Schomberg - 1626, Jean-Baptiste d'Ornano - 1626, François Hannibal d'Estrées - 1627, Timoléon d'Epinay de Saint Luc - 1629, Louis de Marillac - 1630, Henri II de Montmorency - 1630, Jean de Saint-Bonnet de Toiras - 1631, Antoine Coëffier de Ruzé d'Effiat - 1632, Urbain de Maillé-Brézé - 1634, Maximilien I de Béthune - 1637, Charles de Schomberg - 1639, Charles de La Porte - 1641, Antoine III de Gramont-Touloujon - 1642, Jean-Baptiste Budes, comte de Guébriant - 1642, Philippe de la Mothe-Houdancourt - 1643, François de l'Hôpital - 1643, Henri de la Tour d'Auvergne-Bouillon |
| Louis Mặt Trời (1643 - 1715)           | 53       | - 1643, Jean de Gassion - 1645, César de Choiseul du Plessis-Praslin - 1645, Josias Rantzau - 1646, Nicolas de Neufville de Villeroy - 1649, Gaspard IV de Coligny - 1651, Antoine d'Aumont de Rochebaron - 1651, Jacques d'Estampes de La Ferté-Imbert - 1651, Henri de La Ferté-Senneterre - 1651, Charles de Monchy d'Hocquincourt - 1651, Jacques Rouxel de Grancey - 1652, Armand Nompar de Caumont-La Force - 1652, Philippe de Clérembault - 1653, César Phoebus d'Albret - 1653, Louis de Foucault de Saint-Germain Beaupré - 1658, Jean de Schulemberg de Montejeu - 1658, Abraham de Fabert d'Esternay - 1658, Jacques de Mauvisière de Castelnau - 1668, Bernardin Gigault de Bellefonds - 1668, François de Créquy - 1668, Louis de Crevant - 1675, Godefroi, comte d'Estrades - 1675, Philippe de Montaut-Bénac de Navailles - 1675, Armand-Frédéric de Schomberg - 1675, Jacques Henri de Durfort de Duras - 1675, François d'Aubusson de La Feuillade - 1675, Louis Victor de Rochechouart de Mortemart - 1675, François-Henri de Montmorency-Bouteville - 1675, Henri Louis d'Aloigny de Rochefort - 1676, Guy Aldonce de Durfort de Lorges - 1681, Jean II d'Estrées - 1693, Claude de Choiseul-Francières - 1693, Jean-Armand de Joyeuse-Grandpré - 1693, François de Neufville de Villeroy - 1693, Louis François de Boufflers - 1693, Anne Hilarion de Costentin de Tourville - 1693, Anne Jules de Noailles - 1693, Nicolas de Catinat - 1702, Claude Louis Hector de Villars, được thăng hàm Đại thống chế các chiến dịch và quân đội của nhà vua năm 1733 - 1703, Noël Bouton de Chamilly - 1703, Victor Marie d'Estrées - 1703, François-Louis Rousselet de Château-Renault - 1703, Sébastien Le Prestre de Vauban - 1703, Conrad de Rosen - 1703, Nicolas Chalon du Blé - 1703, René de Froulay de Tessé - 1703, Camille d'Hostun - 1703, Nicolas Auguste de La Baume de Montrevel - 1703, Henry d'Harcourt - 1703, Ferdinand de Marcin - 1706, Jacques Fitz-James - 1708, Charles Auguste de Goyon-Matignon - 1709, Jacques Bazin de Bezons - 1709, Pierre de Montesquiou d'Artagnan                                                        |
| Louis XV (1715 - 1774)                 | 49       | - 1724, Victor-Maurice de Broglie - 1724, Antoine Gaston de Roquelaure - 1724, Jacques Eléonor Rouxel de Grancey - 1724, Léonor Marie du Maine du Bourg - 1724, Yves d'Alègre - 1724, Louis d'Aubusson de la Feuillade - 1724, Antoine V de Gramont - 1730, Alain Emmanuel de Coëtlogon - 1734, Charles Armand de Gontaut-Biron - 1734, Jacques François de Chastenet de Puységur - 1734, Claude François Bidal d'Asfeld - 1734, Adrien Maurice de Noailles - 1734, Christian Louis de Montmorency-Luxembourg - 1734, François-Marie de Broglie - 1734, François de Franquetot de Coigny - 1734, Charles Eugène de Lévis-Charlus - 1740, Louis de Brancas de Forcalquier de Céreste - 1741, Louis Auguste d'Albert d'Ailly - 1741, Louis Armand de Brinchanteau de Nangis - 1741, Louis de Gand de Mérode de Montmorency - 1741, Jean-Baptiste de Durfort de Duras - 1741, Jean-Baptiste Desmarets - 1741, Charles-Louis-Auguste Fouquet de Belle-Isle - 1741, Maurice de Saxe (1696-1750), được thăng hàm Đại thống chế các chiến dịch và quân đội của nhà vua năm 1747 - 1745, Jean-Baptiste Louis Andrault de Maulévrier - 1746, Claude Guillaume Testu de Balincourt - 1746, Philippe Charles de La Fare - 1746, François d'Harcourt - 1747, Guy Claude Roland de Montmorency-Laval - 1747, Gaspard de Clermont-Tonnerre - 1747, Louis Claude de La Mothe-Houdancourt - 1747, Ulrich Frédéric Woldemar de Lowendal - 1748, Louis François Armand de Vignerot du Plessis - 1757, Jean Hector de Fay de La Tour-Maubourg - 1757, Louis Antoine de Gontaut-Biron - 1757, Daniel François de Gélas de Lautrec - 1757, Charles II Frédéric de Montmorency-Luxembourg - 1757, Louis Charles César Le Tellier - 1757, Jean Charles de la Ferté - 1757, Charles O'Brien de Thomond - 1757, Gaston Pierre de Lévis-Mirepoix - 1758, Ladislas Ignace de Bercheny - 1758, Hubert de Brienne de Conflans - 1758, Louis Georges Érasme de Contades - 1758, Charles de Rohan, hoàng tử Soubise - 1759, Victor-François, công tước Broglie - 1768, Guy Michel de Durfort de Lorge - 1768, Louis de Brienne de Conflans d'Armentières - 1768, Jean Paul Timoléon de Cossé Brissac |
| Louis XVI (1774 - 1792)                | 20       | - 1775, Anne Pierre d'Harcourt - 1775, Louis de Noailles - 1775, Antoine Chrétien de Nicolaï - 1775, Charles de Fitz-James - 1775, Philippe de Noailles - 1775, Emmanuel Félicité de Durfort de Duras - 1775, Louis Nicolas Victor de Félix d'Ollières, bá tước Muy - 1775, Claude-Louis, bá tước Saint-Germain - 1783, Guy André Pierre de Montmorency-Laval - 1783, Augustin-Joseph de Mailly - 1783, Henri Joseph Bouchard d'Esparbès de Lussan d'Aubeterre - 1783, Charles Juste de Beauvau-Craon - 1783, Noël Jourda de Vaux - 1783, Philippe Henri de Ségur - 1783, Jacques Philippe de Choiseul-Stainville - 1783, Charles Eugène Gabriel de la Croix - 1783, Anne Emmanuel de Croÿ - 1783, François Gaston de Lévis - 1791, Nicolas de Luckner - 1791, Jean Marie Donatien de Vimeur de Rochambeau |
| Louis XVIII (1816 - 1823)              | 6        | - 1816, François-Henri de Franquetot de Coigny - 1816, Henri Jacques Guillaume Clarke - 1816, Pierre Riel de Beurnonville - 1816, Charles du Houx de Viomesnil - 1823, Jacques Alexandre Law de Lauriston - 1823, Gabriel Jean Joseph Molitor |
| Charles X (1827 - 1830)                | 3        | - 1827, Louis Aloy de Hohenlohe-Waldenburg-Bartenstein - 1829, Nicolas Joseph Maison - 1830, Louis Auguste Victor de Ghaisne de Bourmont |
| Louis-Philippe I (1830 - 1848)         | 10       | - 1830, Étienne Maurice, bá tước Gérard - 1831, Bertrand Clausel - 1831, Emmanuel de Grouchy - 1831, Georges Mouton - 1837, Sylvain Charles Valée - 1840, Horace Sébastiani - 1843, Jean-Baptiste Drouet d'Erlon - 1843, Thomas-Robert Bugeaud - 1847, Honoré Charles Reille - 1847, Guillaume Dode de la Brunerie |

### Thời đế chế
| Hoàng đế                   | Số lượng | Chi tiết |
| Napoléon I (1804 - 1814)   | 26       | - 1804, Louis Alexandre Berthier - 1804, Joachim Murat - 1804, Bon Adrien Jeannot de Moncey - 1804, Jean-Baptiste Jourdan - 1804, André Masséna - 1804, Charles Pierre François Augereau - 1804, Jean Baptiste Jules Bernadotte, sau là vua Charles XIV của Thụy Điển - 1804, Guillaume Marie-Anne Brune - 1804, Nicolas Jean-de-Dieu Soult, được thăng hàm Đại thống chế các chiến dịch và quân đội của nhà vua năm 1847 - 1804, Jean Lannes - 1804, Adolphe Édouard Casimir Joseph Mortier - 1804, Michel Ney - 1804, Louis Nicolas Davout - 1804, Jean-Baptiste Bessières - 1804, François Christophe Kellermann - 1804, François Joseph Lefebvre - 1804, Catherine Dominique de Pérignon - 1804, Jean-Mathieu-Philibert Sérurier - 1807, Claude Victor-Perrin, Duc de Belluno - 1809, Étienne Jacques Joseph Macdonald - 1809, Nicolas Charles Oudinot - 1809, Auguste Frédéric Louis Viesse de Marmont - 1811, Louis-Gabriel Suchet - 1812, Laurent Gouvion Saint-Cyr - 1813, Joseph Poniatowski - 1815, Emmanuel de Grouchy |
| Napoléon III (1852 - 1870) | 12       | - 1854, Achille Baraguey d'Hilliers - 1855, Aimable Pélissier - 1856, Jacques Louis Randon - 1856, François Certain Canrobert - 1856, Pierre Joseph François Bosquet - 1859, Patrice de Mac-Mahon - 1859, Auguste Michel Etienne Regnault - 1859, Adolphe Niel - 1861, Philippe Antoine d'Ornano - 1863, Élie Frédéric Forey - 1864, François Achille Bazaine - 1870, Edmond Le Bœuf |

## Thời Cộng hòa
| Tổng thống                             | Số lượng | Chi tiết |
| Louis-Napoléon Bonaparte (1848 - 1852) | 7        | - 1850, Jérôme Bonaparte - 1851, Isidore Exelmans - 1851, Jean Isidore Harispe - 1851, Jean Baptiste Philibert Vaillant - 1852, Armand Jacques Leroy de Saint-Arnaud - 1852, Bernard Pierre Magnan - 1852, Esprit Victor Boniface, hầu tước Castellane |
| Raymond Poincaré (1913 - 1920)         | 3        | - 1916, Joseph Joffre - 1918, Ferdinand Foch - 1918, Philippe Pétain |
| Alexandre Millerand (1920 - 1924)      | 5        | - 1921, Joseph Simon Gallieni (truy phong) - 1921, Louis Hubert Gonzalve Lyautey - 1921, Louis Franchet d'Esperey - 1921, Marie Émile Fayolle - 1923, Michel Joseph Maunoury (truy phong)                                                              |
| Vincent Auriol (1947 - 1954)           | 3        | - 1952, Jean de Lattre de Tassigny (truy phong) - 1952, Philippe de Hauteclocque, tướng Leclerc (truy phong) - 1952, Alphonse Juin |
| François Mitterrand (1981 - 1995)      | 1        | - 1984, Marie Pierre Kœnig (truy phong, người mới nhất được phong quân hàm này) |